# Ein Sommer in Andalusien
Ein Sommer in Andalusien ist ein deutscher Fernsehfilm von Michael Keusch aus dem Jahr 2020. Birte Hanusrichter, Patrick Fernandez, Collien Ulmen-Fernandes und Heiko Ruprecht spielen die Hauptrollen in der Geschichte. Der ZDF-Sonntagsfilm aus der Rubrik „Herzkino“ ist die vierunddreißigste Folge der Filmreihe Ein Sommer in …, die an wechselnden Schauplätzen der Welt spielt.

## Handlung
Pia Beck aus Deutschland und der Neuseeländer John Harrison Cooper lernten sich vor sechs Monaten während eines Zwischenstopps während ihrer Heimreise auf dem Amsterdamer Flughafen kennen. Dort gaben sie sich das Versprechen, sich in einem halben Jahr um 12:00 Uhr wiederzusehen, und zwar am Felsen von Gibraltar.
Sechs Monate später ist Pia in Spanien, trifft jedoch wegen einer Flugverspätung vier Stunden zu spät am vereinbarten Ort ein. John trifft sie dort nicht mehr an. Pia ist enttäuscht und überlegt hin und her, was sie nun tun könne. Glück hat sie insoweit, als ihr die Taxifahrerin Flora Martinez, die sie zu dem Treffpunkt gefahren hat, anbietet, sie zu einer in Cádiz stattfindenden Hochzeitsfeier zu begleiten, wo Flora für das befreundete Brautpaar Flamenco tanzen soll. Pia sagt gerne zu.
Auf der Hochzeit lernt sie den attraktiven Diego-Maria Navarro kennen, der hier als Floras Flamenco-Tanzpartner auftritt. Schnell kommen beide ins Gespräch und verabreden sich zu einem gemeinsamen Trip zu verschiedenen Sehenswürdigkeiten in Andalusien. Pia erfährt dabei auch vom sozialen Engagement Diegos, der armen Familien beisteht, denen die Delogierung durch die korrupte Stadtverwaltung droht. Als sie Gefahr laufen, mitten in der Nacht, beim Austausch von Türschlössern, von der Polizei gestellt zu werden, kommt es zum ersten Kuss zwischen Pia und Diego.
Am nächsten Tag sind sie erneut verabredet. Doch als Pia für eine Weile alleine ist, trifft sie unvermittelt auf John, der aus Neuseeland gekommen ist und pünktlich beim vereinbarten Treffpunkt auf sie gewartet hatte, und sie gerät in Bedrängnis. Denn auf seine Weise übt jeder der beiden Männer eine große Anziehung auf sie aus, der bodenständige Geschäftsmann John ebenso wie der abenteuerliche Lebenskünstler Diego.
Am Ende weiß Pia jedoch, dass ihr Herz Diego gehört, mit dem sie sich eine Zukunft aufbauen will. Aber auch John spielt weiter eine Rolle in ihrem Leben, da sie beruflich mit ihm zusammenarbeiten wird. Er baut Segelschiffe und Pias Liebe für Architektur und Kunst (sie brach ihr Kunststudium nach dem Tod ihrer Mutter ab, weil ihr Vater sie in seiner Lampenfirma brauchte) bietet beiden ungeahnte Möglichkeiten. Und dann sieht es auch noch so aus, als würde aus Flora und John ein Paar, da diese ihn kurzentschlossen auf seiner Reise nach Marseille begleiten will, nachdem sie ihn auf dem Bahnsteig geküsst hat. 

## Produktionsnotizen
Ein Sommer in Andalusien wurde vom 1. Oktober bis zum 25. Oktober 2019 in Cádiz, Ronda und auf dem britischen Überseegebiet Gibraltar gedreht. Produziert wurde der Film von der Moviepool GmbH und der Fresco Film Services.

## Rezeption

### Einschaltquote, DVD
Der Film konnte bei seiner Erstausstrahlung 4,16 Mio. Zuschauer verbuchen, was einem Marktanteil von 12,3 Prozent entsprach.
Ein Sommer in Andalusien wurde am 27. November 2020 von der OneGate GmbH auf DVD herausgegeben.

### Kritik
Auf der Seite film-rezensionen befasste sich Oliver Armknecht mit dem Film und stellte erst einmal fest, dass sich die Reihe Ein Sommer in…, „die zweite große Urlaubsreihe im ZDF Herzkino, größerer Beliebtheit“ erfreue, auch wenn sie immer „ein wenig im Schatten“ der Serie „Das Traumschiffe“ gestanden habe. Der Film Ein Sommer in Andalusien sei „über weite Strecken ein recht typischer Teil der Reihe“. Immerhin werde, wie es meist der Fall sei, wenn die Frau zwischen zwei Männern stehe, der erste Mann degradiert, um den Wechsel besser verkaufen zu können. Darauf werde in diesem Fall verzichtet. Die Besetzung sei „attraktiv und das Setting idyllisch. Wenn sich schöne Menschen vor schönen Kulissen ineinander verlieben“ würden, würden sich „immer wieder Zuschauer und Zuschauerinnen finden, die das als willkommenen Anlass zum Einschalten ansehen“. Armknecht gab dem Film vier von zehn möglichen Punkten und zog das Fazit: „‚Ein Sommer in Andalusien‘ ist über weite Strecken ein typischer Teil dieser Reise, wenn die Protagonistin auf einmal zwischen zwei Männern steckt. Ein bisschen hebt sich der Film durch das gesellschaftliche Thema der Zwangsräumung ab. Ansonsten lebt der Film aber mal wieder davon, dass sich attraktive Menschen vor idyllischen Landschaften ineinander verlieben.“
Rainer Tittelbach gab dem Film auf seiner Seite tittelbach.tv vier von sechs möglichen Sternen und meinte, dass Michael Keusch seiner Heldin gleich anfangs des Films in einem Dialog Worte in den Munde lege, die „seine an den Haaren herbeigezogene Plot-Idee“ eines seltsamen Treffens, auf die Schippe nehme. Zum Spiel der Hauptakteurin Birte Hanusrichter meinte er, sie spiele ihre Figur „hinreißend“. „Neben der für ‚Herzkino‘-Verhältnisse überdurchschnittlichen Besetzung“ gefalle „vor allem die Sinnlichkeit des Augenblicks, die die luftige Inszenierung mit der Geschichte“ kurzschließe. Abschließend befand der Kritiker, dass „Patrick Fernandez als sanfter Traumtänzer, Collien Ulmen-Fernandes als ebenso spontane wie lebenspraktische Spanierin und vor allem Birte Hanusrichter als selbstlose Frau, die mit Ende 30 immer noch nicht das Leben“ führe, das sie sich wünsche, „nicht nur für ‚Herzkino‘-Verhältnisse eine weit überdurchschnittliche Besetzung“ seien; sondern für ihre Rollen in diesem Film „nahezu perfekt“.